# Филип Лакуш
Филип Лакуш (Вижовље, код Клањеца, 1888 — Сесвете, код Загреба, 3. август 1958) био је хрватски и југословенски политичар и учесник Народноослободилачког рата.

## Биографија
Одрастао је у Ширинецу, где се бавио земљорадњом. Пре Другог светског рата припадао је Хрватској сељачкој странци (ХСС).
Године 1943. био је један од оснивача Извршног обора ХСС, који је сарађивао са Народноослободилачким покретом (НОП) и који се априла 1944. прогласио за Хрватску републиканску сељачку странку и укључио у Земаљско антифашистичко веће народног ослобођења Хрватске (ЗАВНОХ).
Током рата је био већник Земаљског антифашистичког већа народног ослобођења Хрватске и Антифашистичког већа народног ослобођења Југославије (АВНОЈ). Као представник Федералне Хрватске био је посланик Привремене народне скупштине ДФЈ и један од потпредседника његовог Председништва. Од децембра 1945. до јануара 1953. био је потпредседник Президијума Народне скупштине ФНРЈ.
Биран је за народног посланика Народне скупштине ФНРЈ првог и другог сазива. Био је члан Главног одбора Социјалистичког савеза радног народа Хрватске.
Умро је 1958. у Загребу.
Одликован је Орденом народног ослобођења, Орденом југословенске заставе првог реда и Орденом братства и јединства првог реда.